# Scărlătești, Buzău
Scărlătești este un sat în comuna Largu din județul Buzău, Muntenia, România.